# Arcaísmo
Em linguística, arcaísmo (do grego archaismós) é o uso lexical ou gramatical de uma palavra ou expressão antiga, que já caiu em desuso. O arcaísmo pode ser linguístico ou literário. 

## Arcaísmo linguístico
O arcaísmo linguístico é encontrado na fala que contém traços fonéticos, morfológicos, sintáticos e léxicos que são conservadores e antigos na língua. Exemplos de palavras dicionarizadas e expressões que são consideradas como arcaísmos:
- "Quiçá" (formado por alteração do antigo "qui sabe?"), substituído por "talvez".

- "Vossa Mercê", pronome de tratamento que evoluiu para a forma "você".

Existem palavras que se tornaram arcaísmos em Portugal, mas que continuam a ser usados na vida cotidiana no Brasil. Por exemplo: "xícara", usado comumente no Brasil, mas arcaísmo em algunas zonas de Portugal (é mais comum o uso da palavra chávena, mas algumas pessoas consideram que xícara e chávena são formas diferentes do mesmo objeto), o mesmo sucedendo com "ônibus" (em Portugal é usada a palavra autocarro e ónibus mantêm-se como adjetivo para alguns tipos de comboios que param em todas as paragens e apeadeiros). Outros casos são "senhorita", usado no Brasil para se referir a mulheres solteiras, mas que caiu em desuso em Portugal, onde todas as jovens mulheres, independentemente de serem solteiras ou casadas, podem ser chamadas de senhorita. Também portuga, ainda utilizado pelos brasileiros como uma gíria para se referir aos portugueses, porém em Portugal tal gíria caiu em desuso e foi substituída pela abreviatura "tuga". Há também casos de tempos verbais e formas de colocação pronominal que podem vir a se tornar arcaísmos (com menos uso no Brasil do que em Portugal):
- Uso do pretérito mais-que-perfeito ("fizera", "partira", "amara" etc.)
- Uso de Mesóclise no futuro do presente e no futuro do pretérito ("far-se-á", "recorrer-se-ia")

## Arcaísmo literário
Em literatura, arcaísmo é o estilo modelado segundo os usos de uma época anterior, de modo a revivê-la ou obter algum efeito desejado. Em alguns períodos, o uso de arcaísmos torna-se moda literária. Isso aconteceu na literatura latina da época dos Antoninos e no decadentismo. Frequentemente, o arcaísmo é uma consequência do purismo linguístico.